# Casper the Friendly Ghost
Casper the Friendly Ghost (no Brasil, Gasparzinho o Fantasminha Camarada e em Portugal, Casper o Gasparzinho, Casper o Fantasma Amigo ou Gasparzinho) é um personagem norte-americano de desenho animado e banda desenhada (história em quadrinhos), da editora Harvey Comics, voltado para o público infantil. Nas suas histórias surgiriam vários coadjuvantes de sucesso, como o Trio Assombrado (os tios malvados do fantasminha), o diabinho Hot Stuff the Little Devil (no Brasil, Brasinha), e a bruxinha Wendy (no Brasil, Luísa, a Boa Bruxinha). O principal desenhista dos quadrinhos de Gasparzinho foi Warren Kremer.

## Histórico
Casper foi criada em 1939 por Seymour Reit e Joe Oriolo para um livro infantil, em 16 de novembro de 1945, o Famous Studios lançou o curta-metragem The Friendly Ghost, primeira animação de Casper.
Em 1949, teve histórias em quadrinhos publicadas pela  St. John Publications, em 1952, ganhou uma revista em quadrinhos licenciada pela Harvey Comics, que em 1958, adquire os direitos do personagem, em 1989, a Harvey foi vendida para a HMH Communications de Jeffrey Montgomery, em 2001, o personagem foi vendido para outras franquias para a Classic Media. Em 2012, a Dreamworks Animation adquire a Classic Media, que passou a se chamar DreamWorks Classics.

## Biografia
Gasparzinho é um fantasminha diferente dos outros, pois sempre vai em busca de novos amigos e não gosta de assustar ninguém, para inconformismo dos três tios malvados que moram com ele. Porém, os vivos que se aproximam dele, acabam achando que é um fantasma cheio de más intenções, mas não. Em várias situações, salva vidas e com isso é reconhecido como herói.

## Animação
Casper estreou em  animação em 1945  no curta The Friendly Ghost  na série Noveltoons produzido pelo Famous Studios, em 1950, os curtas foram exibidos no bloco de animações The Harveytoons Showapós ser comprado pela Harvey Comics, seus curtas foram exibidos em 1959 no bloco Matty's Funday Funnies. Em 1963 é lançada The New Casper Cartoon Show, que além de exibir os os curtas para o cinema, teve curtas originais produzidos para a televisão. Em 1979, a Hanna-Barbera  produziu os especiais Casper's First Christmas (com participação de personagens do estúdio: Yogi Bear, Huckleberry Hound, Snagglepuss, Quick Draw McGraw e Augie Doggie and Doggie Daddy) e Casper's Halloween Special e a serie animada Casper and the Angels (inspirada nas séries Charlie's Angels e "CHiPs"). O Universal Studios (via MCA Inc.), produziu diversos curtas para home video, em 1996, por conta do filme de 1995, a , Amblin Entertainment e o Universal Cartoon Studios lançaram a série animada The Spooktacular New Adventures of Casper. Em 1996, é lançado para home video o filme Casper: A Spirited Beginning, produzido pela  The Harvey Entertainment Company e Saban Entertainment; em 2000, o filme Casper's Haunted Christmas, produzido pela Harvey Comics e Mainframe Entertainment; Em 2006, o MoonScoop Group, o filme Casper Scare School, dando origem a uma série de televisão de mesmo nome.

## Histórias em quadrinhos

### Estados Unidos
Esta é uma lista de títulos de revistas em quadrinhos que, nos Estados Unidos, apresentaram Gasparzinho como personagem principal (ou como co-personagem principal). Além delas, ele também apareceu emhistórias secundárias e fez participações especiais em muitos outros títulos da Harvey Comics: Little Audrey, Paramount Animated Comics, Spooky the Tuff Little Ghost, Wendy the Good Little Witch e The Ghostly Trio.
- Casper
- Casper Adventure Digest
- Casper and…
- Casper and Friends
- Casper and Friends Magazine
- Casper and Nightmare
- Casper and Spooky
- Casper and The Ghostly Trio
- Casper and Spooky
- Casper: A Spirited Beginning (adaptação do filme)
- Casper Big Book
- Casper Digest
- Casper Digest Stories
- Casper Digest Winners
- Casper Enchanted Tales Digest
- Casper Ghostland
- Casper Giant Size
- Casper Halloween Trick or Treat
- Casper in Space
- Casper in 3-D
- Casper Magazine
- Casper Movie Adaptation
- Casper's Ghostland
- Casper's Spaceship
- Casper Special
- Casper Strange Ghost Stories
- Casper, the Friendly Ghost
- Casper TV Showtime
- Famous TV Funday Funnies
- The Friendly Ghost, Casper
- Harvey Two-Pack
- Nightmare and Casper
- Richie Rich and Casper
- Richie Rich, Casper, and Wendy
- TV Casper and Company
- Casper and the Spectrals

### Brasil
No Brasil, teve uma série de revistas em quadrinhos publicadas pela Editora O Cruzeiro na década de 1960 e outra pela Editora Vecchi, na década de 1970. em 2010, a Devir Livraria lançou uma versão encadernada de luxo, em agosto de 2012, volta a ter uma revista mensal pela Pixel Media, linha de histórias da Ediouro Publicações.

## Filmes live action
- Casper (1995)
- Casper: A Spirited Beginning (1997)
- Casper Meets Wendy (1998)
- Casper's Haunted Christmas (2000)
- Casper's Scare School (2006)